# Strai
Strai is een plaats in de Noorse gemeente Kristiansand, provincie Agder. Strai telt 1358 inwoners (2007) en heeft een oppervlakte van 0,99 km².